# William Shepherd
William McMichael Shepherd (Oak Ridge, 26 luglio 1949) è un ex astronauta statunitense. Ha partecipato alle missioni spaziali Shuttle STS-27, STS-41 e STS-52 e alla prima missione di lunga durata della Stazione spaziale internazionale, l'Expedition 1 (Sojuz TM-31/STS-102).

## Biografia
Shepherd è nato nel Tennessee, è sposato con Beth Stringham. Nel 1971 si è diplomato in ingegneria aerospaziale all'Accademia navale degli Stati Uniti (dove è stato anche qualificato come Navy SEAL), nel 1978 ha conseguito il diploma in ingegneria oceanica ed il master in ingegneria meccanica al MIT.
Nel 1984 è stato inserito nel gruppo astronauti della NASA. Nel 1986 la sua qualifica di Navy SEAL è tornata utile nelle operazioni di salvataggio dopo il disastro del Challenger. Shepherd è stato specialista di missione in tre voli dello Shuttle: STS-27 (1988), STS-41 (1990) (nella quale è stata lanciata la sonda Ulysses) ed STS-52 (1992).
Nel 1993 è stato assegnato al programma della Stazione spaziale internazionale e fra il 31 ottobre 2000 ed il 21 marzo 2001 ha fatto parte del primo equipaggio permanente sulla ISS (Expedition 1). Shepherd ha trascorso complessivamente 159 giorni, 7 ore e 49 minuti nello spazio.